# Michael Svensson
Michael Svensson (ur. 25 listopada 1975 w Värnamo) – szwedzki piłkarz występujący na pozycji środkowego obrońcy.

## Kariera klubowa
Michael Svensson zawodową karierę rozpoczynał w 1995 roku w klubie IFK Värnamo, skąd w 1998 roku trafił do Halmstads BK. W debiutanckim sezonie w nowym zespole Svensson nie rozegrał jednak ani jednego meczu, a jego drużyna zdobyła mistrzostwo kraju. Z czasem Szwed grywał coraz częściej. W 2000 roku, kiedy Halmstads BK wywalczyło kolejne mistrzostwo, wystąpił już w 25 spotkaniach.
W 2001 roku Svensson przeniósł się do francuskiego Troyes AC, z którym zajął siódme miejsce w tabeli Ligue 1. Latem 2002 roku podpisał kontrakt z angielskim Southamptonem. W 2003 roku dotarł z nim do finału Pucharu Anglii, gdzie „Święci” przegrali 0:1 z Arsenalem Londyn. W sezonie 2003/2004 u Svenssona zaczęły się pojawiać problemy ze stawem kolanowym. Przez kontuzję Szwed był wykluczony z gry przez cały sezon 2004/2005. Do gry powrócił w październiku 2005 roku, lecz rozegrał tylko siedem ligowych pojedynków.
W 2007 roku Svensson postanowił zakończyć karierę, jednak rok później zdecydował się na powrót do piłki. 7 sierpnia 2008 roku podpisał roczny kontrakt ze swoim ostatnim klubem – Southamptonem. 24 stycznia 2009 roku wspólnie z Deanem Gorré został asystentem nowego trenera Marka Wotte’a. 25 czerwca Svensson ponownie zakończył karierę, jednak w latach 2010–2013 rozegrał jeszcze 16 meczów w jednej z jego pierwszych drużyn – Halmstads BK. 15 września 2013 roku w meczu z IFK Göteborg wszedł na ostatnią minutę i był to jego ostatni występ w zawodowej karierze.

## Kariera reprezentacyjna
W reprezentacji Szwecji Svensson zadebiutował 18 sierpnia 1999 roku w zremisowanym 0:0 meczu z Austrią. W 2002 roku Lars Lagerbäck i Tomas Söderberg powołali go do kadry na mistrzostwa świata. Na boiskach Korei Południowej i Japonii Szwedzi w 1/8 finału przegrali po dogrywce z Senegalem 1:2 i odpadli z turnieju. Na mundialu tym Svensson nie wystąpił w ani jednym spotkaniu. Łącznie dla drużyny narodowej rozegrał 25 meczów.